# لوسيوس هوراشيو ستوكتون
لوسيوس هوراشيو ستوكتون (بالإنجليزية: Lucius Horatio Stockton)‏ هو محامي أمريكي، ولد في 1765 في برينستون في الولايات المتحدة، وتوفي في 26 مايو 1835 في ترنتون في الولايات المتحدة.